# Operatore (matematica)
In matematica il termine operatore viene usato in vari contesti con significati che presentano alcune diversità, ma che in ogni caso si collegano alla nozione di funzione.

## Algebra
In algebra, operatore, viene usato come sinonimo di operazione, ovvero di legge di composizione da un insieme a valori interni ad esso. Più esplicitamente si dice operatore sull'insieme {\displaystyle A} di arietà {\displaystyle n}, con {\displaystyle n} numero intero positivo, una funzione:
{\displaystyle f\colon \underbrace {A\times A\times \dots \times A} _{n}\to A.}
Se {\displaystyle n=1} si parla di operatore unario, se {\displaystyle n=2} di operatore binario e così via. Può essere utile anche considerare il caso {\displaystyle n=0} e chiamare operatore nullario un elemento specifico dell'insieme {\displaystyle A}.

## Algebra lineare e analisi funzionale
In algebra lineare "operatore" viene usato spesso per identificare le trasformazioni lineari di uno spazio vettoriale in sé, ovvero gli endomorfismi di uno spazio vettoriale. In tale contesto "operatore" si può considerare abbreviazione di operatore lineare o trasformazione lineare.
In generale, quando si considerano funzioni che operano su funzioni (invece che vettori o numeri) il termine "operatore" è frequentemente utilizzato. In analisi funzionale, dove gli spazi vettoriali che si considerano sono solitamente composti da funzioni (ad esempio spazi di Banach o di Hilbert), esiste un intero settore (v.a. 47-XX) dedicato alla teoria degli operatori.
Anche in vari altri campi dell'analisi matematica, in particolare nell'area delle funzioni olomorfe e delle funzioni speciali, compare il termine: 
- si vedano gli operatori differenziali, a partire dalla derivazione di una variabile reale (si può vedere la derivazione di una funzione come un operatore che manda una funzione valutata in un punto in un'altra funzione che in quel punto ha il valore della derivata), l'operatore nabla, l'operatore di Laplace e molti altri.
- si vedano gli operatori integrali studiati dal punto di vista delle trasformate integrali, del cosiddetto calcolo operazionale (v.a. 44-XX) e dell'analisi di Fourier (v.a. 42-XX).

## Altri settori della matematica
Il termine "operatore" è anche usato in capitoli della combinatoria, come negli studi sulle serie formali di potenze e delle sequenze polinomiali, e della geometria, come negli studi sulle trasformazioni geometriche (ad esempio si dice che l'operatore traslazione manda la funzione {\displaystyle \sin(x)} in {\displaystyle \sin(x+a)}).